# Telluraves
De Telluraves is een in 2013 beschreven  clade van vogels die wel wordt aangeduid als "landvogels". 

## Indeling
De Telluraves omvat de volgende groepen:
- Afroaves
  - Accipitriformes (Roofvogels)
  - Strigiformes (Uilen)
  - Coliiformes (Muisvogels)
  - Leptosomiformes (Koerols)
  - Trogoniformes  (Trogons)
  - Bucerotiformes (Neushoornvogelachtigen)
  - Coraciiformes (Scharrelaarvogels)
  - Piciformes (Spechtvogels)
- Australaves
  - Cariamiformes (Seriema's)
  - Falconiformes (Valkachtigen)
  - Psittaciformes (Papegaaien)
  - Passeriformes (Zangvogels)

## Ontwikkeling
Het oorsprongsgebied van veel groepen moderne vogels is een discussiepunt. In het studie van Ericson uit 2012 worden de twee claden van de Telluraves benoemd naar hun vermeende oorsprongsgebied: Afroaves en Australaves. Deze studie stelt dat de Afroaves hun oorsprong hadden in Afrika en dat vanuit Afrika de groep zich verspreidde naar de noordelijke continenten. De Australaves ontstonden op het restant van het supercontinent Gondwana: de valken en seriema's in Zuid-Amerika en de Psittacopasserae (papegaaien en zangvogels) in Australië. 
Een studie van Claramunt in 2013 stelde dat westelijk Gondwana (Zuid-Amerika en westelijk Antarctica) het oorsprongsgebied van de Neornithes is en dat de laatste gemeenschappelijke voorouder van alle groepen ongeveer 95 tot 91,5 miljoen jaar geleden leefde. Westelijk Gondwana was in het Laat-Krijt en Paleoceen een grote landmassa met een overwegend warm, vochtig en stabiel klimaat met uitgestrekte tropische regenwouden in grote delen van Zuid-Amerika en subtropische en gematigde bossen in het zuiden en op Antarctica. Explosieve radiatie vond met name na de K-T-grens plaats. Veel groepen ontwikkelden zich binnen enkele miljoenen jaren en specialiseerden zich al in diverse ecologische niches. De Telluraves waren de voornaamste groep die in het Vroeg-Paleoceen ontstond. Vermoedelijk splitste de clade zich in Zuid-Amerika in de Afroaves en Australaves. De vroege ontwikkeling van de Australaves vond in Zuid-Amerika plaats. Nadat de Afroaves via een mogelijke landbrug Noord-Amerika hadden bereikt, ontwikkelden zich daar verschillende subgroepen. Gerald Mayr, auteur van diverse artikelen over vogels uit het Paleogeen, plaatste kanttekeningen bij de conclusies van de studie van Claramunt en stelde dat er onvoldoende bewijs is voor een Zuid-Amerikaanse oorsprong van de Telluraves.
De muisvogel Tsidiiyazhi geldt als de oudst bekende vorm uit de Telluraves.